# USS Swanson (DD-443)
USS Swanson (DD-443) là một tàu khu trục lớp Gleaves được Hải quân Hoa Kỳ chế tạo trong Chiến tranh Thế giới thứ hai. Nó đã tham gia suốt Thế Chiến II, sống sót qua cuộc xung đột, ngừng hoạt động năm 1945 và bị tháo dỡ năm 1972. Nó là chiếc tàu chiến duy nhất của Hải quân Hoa Kỳ được đặt theo tên Claude A. Swanson (1862–1939), dân biểu Hạ viện đồng thời là Bộ trưởng Hải quân Hoa Kỳ.

## Thiết kế và chế tạo
Swanson được chế tạo tại Xưởng hải quân Charleston. Nó được đặt lườn vào ngày 15 tháng 11 năm 1939; được hạ thủy vào ngày 2 tháng 11 năm 1940, và được đỡ đầu bởi bà Claude A. Swanson, vợ góa Bộ trưởng Swanson. Con tàu được cho nhập biên chế cùng Hải quân Hoa Kỳ vào ngày 29 tháng 5 năm 1941 dưới quyền chỉ huy của Thiếu tá Hải quân M. P. Kingsley.

## Lịch sử hoạt động

### Mặt trận Đại Tây Dương

#### Hoạt động hộ tống vận tải
Sau khi hoàn tất việc chạy thử máy, Swanson bắt đầu làm nhiệm vụ hộ tống vận tải tại khu vực giữa New England, Bermuda và Iceland. Nó hộ tống các thiết giáp hạm Washington (BB-56) và North Carolina (BB-55), cùng tàu sân bay Hornet (CV-8) trong các chuyến đi chạy thử máy của chúng vào cuối năm 1941. Sau khi Nhật Bản bất ngờ tấn công Trân Châu Cảng vào ngày 7 tháng 12 năm 1941 thúc đẩy Hoa Kỳ tham gia chiến tranh, nhiệm vụ hộ tống vận tải của nó được mở rộng bao gồm ba chuyến đi đến Scotland cùng những chuyến đến Nova Scotia và Greenland.

#### Chiến dịch Torch
Vào tháng 10 năm 1942, sau khi được huấn luyện đổ bộ tại khu vực vịnh Chesapeake, Swanson tham gia hạm đội và lên đường cho Chiến dịch Torch, cuộc đổ bộ của lực lượng Đồng Minh lên Bắc Phi. Vào sáng sớm ngày 8 tháng 11, nó tiếp cận bờ để hướng dẫn các xuồng đổ bộ tại bãi biển Fedhala, Maroc; khi nó tiến gần bờ hơn lúc bình minh, các khẩu đội pháo bờ biển của phe Vichy Pháp nổ súng, buộc chiếc tàu khu trục phải bắn trả trong hai giờ để dập tắt chúng, bảo vệ các tàu đổ bộ và binh lính.
Không lâu sau 08 giờ 00, bảy tàu khu trục thuộc phe Vichy Pháp khởi hành từ Casablanca để tấn công các tàu vận chuyển, và nổ súng vào các con tàu Hoa Kỳ ở gần nhất, bao gồm các tàu khu trục Ludlow (DD-438), Wilkes (DD-441) và Swanson. Ludlow bị đánh trúng và bị buộc phải rút lui; nhưng Swanson và Wilkes gia nhập cùng các tàu tuần dương Augusta (CA-31) và Brooklyn (CL-40), vốn đã tiếp cận để đối đầu các tàu chiến Pháp. Lực lượng bảo vệ, do thiết giáp hạm Massachusetts (BB-59) dẫn đầu, đi đến thay thế nhiệm vụ cho nhóm của Augusta; nhưng đến 10 giờ 00, Swanson một lần nữa bước vào chiến trận, đối đầu với ba tàu khu trục Pháp vốn dàn hàng ngang dọc bờ biển hướng về phía các tàu vận chuyển. Nó lại chuyển hướng tập trung hỏa lực vào các khẩu đội pháo bờ biển, trước khi được lệnh rút ra phía biển bảo vệ khu vực vận chuyển, kết thúc những hoạt động tham gia trận này.
Tàu ngầm U-boat Đức đã không hiện diện vào lúc diễn ra cuộc đổ bộ; nhưng đến ngày 11 tháng 11, U-130 và U-173 đi đến nơi, nhanh chóng đánh chìm bốn tàu vận chuyển và làm hư hại một tàu khu trục và một tàu chở dầu. Sang ngày 16 tháng 11, tàu khu trục Woolsey (DD-437) bắt được tín hiệu sonar, và sau nhiều đợt tấn công bằng mìn sâu đã phát hiện nhiều vết dầu và bọt không khí. Nó chuyển giao nhiệm vụ lại cho Swanson và Quick (DD-490), vốn thực hiện thêm nhiều đợt tấn công khác. Mục tiêu lúc đó được cho là đã bị đánh chìm; các tài liệu thu được sau này xác nhận U-173 đã bị đánh chìm.

#### Chiến dịch Husky
Sau cuộc đổ bộ Casablanca, Swanson quay trở lại nhiệm vụ hộ tống tại Đại Tây Dương cho đến tháng 7 năm 1943, khi nó tham gia Chiến dịch Husky, cuộc đổ bộ của lực lượng Đồng Minh lên Sicily. Nó cùng với Roe (DD-418) được phân vai trò hỗ trợ hỏa lực cho cuộc đổ bộ tại Licata, Sicily; nhưng vào ngày 10 tháng 7, đêm trước khi diễn ra cuộc đổ bộ, nó va chạm với Roe đang khi điều tra một tín hiệu radar nghi ngờ, và bị chết đứng giữa biển với một phòng nồi hơi bị ngập nước. Dù sao nó vẫn kiểm soát được không bị ngập nước thêm, đánh trả một cuộc tấn công của đối phương, và rút lui về Malta để sửa chữa tạm thời trước khi lên đường quay trở về nhà vào cuối tháng 7, đi đến Xưởng hải quân Brooklyn.

### Mặt trận Thái Bình Dương
Hoàn tất việc sửa chữa, Swanson tiếp nối nhiệm vụ hộ tống tại Đại Tây Dương, cho đến khi nó lên đường vào ngày 7 tháng 1 năm 1944 để gia nhập Đệ Thất hạm đội ngoài khơi New Guinea. Nó đã bắn pháo hỗ trợ cho cuộc đổ bộ lên Seeadler Harbor từ ngày 3 đến ngày 7 tháng 3, rồi hoạt động như tàu chỉ huy vận chuyển cho cuộc Đổ bộ Hollandia vào ngày 22 tháng 4, với các chỉ huy Lục quân và Hải quân trên tàu. Sau khi bắn pháo hỗ trợ cho cuộc tấn công lên Noemfoor vào ngày 2 tháng 7, nó lại đảm nhiệm vai trò tàu chỉ huy cho cuộc đổ bộ lên Sansapor vào ngày 30 tháng 7.
Vào ngày 19 tháng 8, Swanson rời khu vực New Guinea để gia nhập Lực lượng Đặc nhiệm 38, lực lượng tàu sân bay nhanh. Nó hộ tống các tàu sân bay Franklin (CV-13), Enterprise (CV-6) và San Jacinto (CVL-30) khi chúng tung các cuộc không kích xuống Bonins, Ulithi, Yap, Palau, Okinawa và Đài Loan; và khi chúng hỗ trợ trên không cho cuộc đổ bộ lên Philippines vào ngày 20 tháng 10. Khi quân Nhật phản công với ba gọng kìm hải quân tấn công vào lực lượng Đồng Minh ngoài khơi Leyte, đội đặc nhiệm của Swanson thoạt tiên đã trợ giúp vào việc đẩy lui Lực lượng Trung tâm Nhật Bản trong eo biển San Bernardino vào ngày 24 tháng 10, đánh chìm thiết giáp hạm khổng lồ Musashi; rồi di chuyển lên phía Bắc tấn công lực lượng nhữ mồi gồm các tàu sân bay ngoài khơi mũi Engaño, Luzon. Khi tin tức về việc Lực lượng Trung tâm Nhật Bản lại quay mũi và đe dọa các bãi đổ bộ tại Leyte, một bộ phận của Lực lượng Đặc nhiệm 38 lại quay mũi về phía Nam can thiệp. Tuy nhiên Swanson tiếp tục ở lại phía Bắc giúp hoàn tất việc tiêu diệt các tàu sân bay Nhật.
Một ngày sau, 26 tháng 10, Swanson được cho tách khỏi lực lượng đặc nhiệm tàu sân bay nhanh để tham gia đội tuần tra hộ tống đặt căn cứ tại Saipan. Trong thời gian còn lại của năm 1944 và đầu năm 1945, nó làm nhiệm vụ giải cứu các phi công bị rơi, tuần tra chống tàu ngầm, và tuần tra cột mốc radar giữa Iwo Jima và Saipan. Nó cũng phục vụ như soái hạm của chỉ huy đội, cho đến khi được tách ra vào tháng 4 năm 1945 để quay về Hoa Kỳ, được đại tu tại Xưởng hải quân Puget Sound. Sau khi huấn luyện ôn tập tại San Diego, California, nó quay trở lại nhiệm vụ tuần tra và hộ tống tại khu vực phụ cận Iwo Jima.
Sau khi chiến tranh kết thúc, vào ngày 9 tháng 9, Swanson bắt đầu hành trình quay trở về Hoa Kỳ. Nó được cho xuất biên chế vào ngày 10 tháng 12 năm 1945 và được đưa về lực lượng dự bị tại Charleston, South Carolina. Tên nó được cho rút khỏi danh sách Đăng bạ Hải quân vào ngày 1 tháng 3 năm 1971, và nó bị tháo dỡ vào năm 1972.

## Phần thưởng
Swanson được tặng thưởng tám Ngôi sao Chiến trận do thành tích phục vụ trong Thế Chiến II.